# 太田垣悠
太田垣 悠（おおたがき ゆう、女性、1982年 - ）は、神奈川県出身の女性ダンサー。フランス国立リヨンオペラ座バレエ団ソリストを経て現在はスイスのジュネーブにあるBallet du Grand Theatre de Geneveで活躍中。コンテンポラリーダンスが専門。

## 来歴・人物
9歳からバレエをはじめる。青山学院初等部、青山学院中等部、青山学院高等部（高等部を3ヶ月で中退）を経て、16歳で単身渡仏。コンセルヴァトワールを首席で卒業した後、コンテンポラリーバレエの最高峰であるフランス国立リヨンオペラ座バレエ団（BALLET DE L'OPERA DE LYON）に入団。ヨーロッパを中心に活動。
2008年秋にスイスのBallet du Grand Theatre de Geneveへ移籍。
2005年にNHKの「トップランナー」に出演。番組中で「友人にどのような人だと言われるか？」という質問をされ、「誰かに似ているって言われたことはないんですけど、仲間うちからは砂糖みたいだと言われたことがあって、コーヒーに入れると見た目は同じだけど味が変わる。そんな感じと言われた」と答えた。また、番組中で即興のダンスを披露している。
2006年には、振付家ラシド・ウーラムダンやテール・オコナーによる新作に出演。
リヨンオペラ座の来日公演にも度々出演している。
本島美和とは中学時代からの親友であり、今でも仲が良い。